# 크누스상
크누스상(Knuth Prize)은 미국 컴퓨터 과학자 도널드 E. 크누스의 이름을 딴 상으로, 컴퓨터 과학의 기초에 뛰어난 공헌을 한 사람에게 수여된다. 뛰어난 논문을 인정하는 괴델상과는 대조적으로, 크누스 상은 해당 분야에서 전반적인 영향을 미친 개인에게 수여된다.

## 수상자 목록
| 연도 | 수상자 이름               | 업적 |
| 1996 | 앤드루 야오               | 계산 복잡성의 기초 연구를 한 공로 |
| 1997 | 레슬리 바리안트           | 계산 복잡성, 병렬 계산 및 학습 이론 연구에 대한 광범위한 기여를 한 공로 |
| 1999 | 로바스 라슬로             | 알고리즘 이론에 대한 엄청난 영향과 이론 컴퓨터 과학에서 표준 도구가 된 근본적인 발견을 한 공로 |
| 2000 | 제프리 울만               | 이론 컴퓨터 과학, 특히 컴파일러, 병렬성, 데이터베이스와 같은 컴퓨터 과학의 응용 분야와 관련된 연구에 대한 지속적인 기여와 교과서와 대학원생 멘토링을 통한 이론 컴퓨터 과학 교육에 대한 기여를 한 공로 |
| 2002 | 크리스토스 파파디미트리우 | 컴퓨터 과학의 기초에 대한 오랜 세월 동안 선구적 기여를 한 공로 |
| 2003 | 아이타이 미클로스         | 이론 컴퓨터 과학에 대한 많은 기여를 한 공로 |
| 2005 | 미할리스 야나카키스       | 이론 컴퓨터 과학에 대한 많은 기여를 한 공로 |
| 2007 | 낸시 린치                 | 분산 컴퓨팅 이론에 대한 선구적이고 영향력 있는 기여를 한 공로 |
| 2008 | 포커 슈트라센             | 효율적 알고리즘에 대한 선구적이고 영향력 있는 기여를 한 공로 |
| 2010 | 데이비드 S. 존슨          | 알고리즘의 이론적 및 실험적 분석에 대해 기여를 한 공로 |
| 2011 | 라빈드란 칸난             | 이론적 컴퓨터 과학에 많은 강력한 새로운 알고리즘 기술을 제공한 공로 |
| 2012 | 레오니드 레빈             | 복잡성, 암호화 및 정보 이론 분야에서 40년간의 선구적 연구를 한 공로 |
| 2013 | 게리 밀러                 | 암호학, 수론, 병렬 컴퓨팅, 그래프 이론, 과학적 컴퓨팅을 위한 메시 생성, 선형 시스템 풀이에 큰 영향을 준 공로                                                                                          |
| 2014 | 리처드 리프턴             | 그래프 알고리즘, 컴퓨팅, 통신, 프로그램 테스트, DNA 컴퓨팅 등 광범위한 분야에서 기본적이고 실질적인 문제를 해결하기 위해 새로운 컴퓨터 과학 및 수학 기술을 발명한 공로                                |
| 2015 | 바바이 라슬로             | 알고리즘 설계 및 복잡도 이론을 포함한 이론 컴퓨터 과학에 대한 근본적인 연구를 한 공로 |
| 2016 | 노암 니산                 | 통신 복잡성, 의사 난수 생성기, 대화형 증명 및 알고리즘 게임 이론을 포함한 이론 컴퓨터 과학에 대한 기본적이고 지속적인 기여를 한 공로                                                                  |
| 2017 | 오데드 골드라이히         | 암호화, 무작위성, 확률적으로 검사 가능한 증명, 근사 불가능성, 속성 테스트 및 일반적인 복잡도 이론을 포함한 많은 분야에서 이론 컴퓨터 과학에 대한 근본적이고 지속적인 기여를 한 공로                   |
| 2018 | 요한 하스타드             | 최적화, 암호화, 병렬 컴퓨팅, 복잡성 이론을 포함한 많은 분야에 큰 영향을 미친 컴퓨터 과학의 기초에서 획기적인 성과를 오랫동안 꾸준히 기록한 공로                                                       |
| 2019 | 아비 위그더슨             | 무작위 계산, 암호화, 회로 복잡도, 증명 복잡도, 병렬 계산 및 기본 그래프 속성에 대한 이해를 포함한 컴퓨터 과학의 기초에 대한 근본적이고 지속적인 기여를 한 공로                                        |
| 2020 | 신시아 드워크             | 컴퓨터 과학에 대한 근본적이고 지속적인 기여. 특히 분산 시스템, 암호화, 데이터 프라이버시 혁신. 알고리즘 의사 결정의 공정성에 매우 큰 기여를 한 공로                                                   |
| 2021 | 모셰 바디                 | 컴퓨터 과학의 여러 기본 분야에 수학적 논리를 적용한 공로 |
| 2022 | 노가 알론                 | 조합론 및 그래프 이론 분야의 기초적 기여와 컴퓨터 과학의 기본 주제에 대한 응용에 대해 기여를 한 공로                                                                                                  |
| 2023 | 타르도스 에바             | 알고리즘 설계의 공동 저술, 게임 이론 핸드북의 공동 편집, ACM 저널과 산업 및 응용 수학 협회 (SIAM) 컴퓨팅 저널의 편집장 역할, 여러 주요 현장 컨퍼런스의 프로그램 위원회 의장 역할을 한 공로            |
| 2024 | 라지브 알루르             | 컴퓨터 시스템의 분석, 설계, 합성 및 검증을 위한 이론적 기초를 제공하는 새로운 계산 모델을 도입하여 컴퓨터 과학의 기초에 뛰어난 기여를 한 공로                                                         |